# Bonnie-Sue Hitchcock
Bonnie-Sue Hitchcock (* 6. Januar 1965 in Fairbanks) ist eine US-amerikanische Autorin mit dem Schwerpunkt Alaska sowie eine frühere Radioreporterin und ehemalige Berufsfischerin. Für ihren Jugendroman Der Geruch von Häusern anderer Leute, ihr Erstlingswerk, erhielten sie und ihre deutsche Übersetzerin Sonja Finck im Oktober 2017 auf der Frankfurter Buchmesse den renommierten Deutschen Jugendliteraturpreis in der Sparte Jugendbuch.

## Leben
Hitchcock wuchs in Fairbanks auf. Sie verbrachte einige Jahre in den Kernstaaten der USA (in Alaska so genannte „48er“, da 48 alte Bundesstaaten) und lebt jetzt wieder überwiegend in Fairbanks. Sie sieht ihre Identität als ein Kind Alaskas bestimmt von den deutlichen Unterschieden, die zwischen diesem arktischen Bundesstaat der USA und dem Kernland bestehen, zumal Alaska als Exklave auf dem Landweg nur durch Kanada zu erreichen ist. Sie hat den Beruf einer Fischerin auf hoher See jahrelang ausgeübt. Ihre zwei Kinder haben in jungen Jahren viele Sommermonate auf dem Fischerboot der Familie in Südost-Alaska verbracht. Sie erwarb den Master of Fine Arts (MFA) im Bereich Schreiben für Kinder und junge Erwachsene der Hamline University.
Als eine Radioreporterin war sie viele Jahre tätig, insbesondere 15 Jahre lang für das Alaska Public Radio APR sowie als Produzentin der Independent Native News, einem werktäglichen Nachrichtensender in den USA und Kanada mit dem Schwerpunkt auf Informationen über Menschen autochthonen Ursprungs in Alaska, über US-Indianer und über Kanadas First Nations. Sie produzierte Stories und Essays für den Content-Verteiler National Public Radio NPR und schrieb für die Tageszeitung Anchorage Daily News, für die High Country News, den Los Angeles Review und andere Medien.
Im Jahr 2016 trat sie mit ihrem ersten Roman an die Öffentlichkeit. Er wurde im selben Jahr ins Deutsche übersetzt, Übersetzungen in weitere Sprachen sind gefolgt oder in Vorbereitung.

## Literarisches Werk
Hitchcock publizierte 2016 den Jugendroman Der Geruch von Häusern anderer Leute, ihr literarisches Debüt. Sie stammt selbst aus dem Land, über das sie schreibt, ist dort groß geworden. Die meisten deutschsprachigen Alaskabücher geben lediglich Angelesenes wieder. Der Roman wurde von der Kritik sowohl in den USA als auch in Deutschland gut aufgenommen. Der Roman beschreibt ein Jahr, 1970, im Leben von vier jüngeren Teenagern in Alaska, ihr weiteres Umfeld an Gleichaltrigen und Erwachsenen, ihre Freuden und Leiden, und wirft Rückblicke auf frühere Jahre. Drei der vier Protagonisten leben in schwierigen Familienverhältnissen, teilweise in Armut. Ruth wird von der Großmutter aufgezogen, ihr Vater starb früh bei einem Flugzeugabsturz, als er sich in Washington, D.C. politisch gegen die heftig umstrittene Umdeklaration Alaskas aus einem bundesunmittelbaren Territorium zu einem 49. Bundesstaat einsetzte. Ihre Mutter wurde durch den Tod ihres Mannes krank und verschwand aus Ruths Leben. Auch die anderen drei haben eine schwere Jugend; Kennzeichen sind zum Beispiel eine ungewollte Schwangerschaft, ein gewalttätiger und übergriffiger Vater, Alkoholismus, Frömmlertum, ein großer Unfall, das Abhauen von zu Hause, Gewalt. Zum Ende des Romans sind die Lebensgeschichten der vier Hauptpersonen und der übrigen Jugendlichen immer stärker verbunden. Hitchcock zeigt, wie vielfältig das Leben ist. Der Tod, Einsamkeit, Gewalt, Freundschaft, Hoffnung auf eine bessere Zukunft und aufkeimende Liebe begegnen den jungen Leuten.
Vielen Kindern im Buch ist gemeinsam, dass sie nirgends ein richtiges Zuhause haben und daher emotional unsicher sind. Ruth und ihre Schwester werden von einer abweisenden Großmutter großgezogen, Doras Eltern scheitern am Suff. Hank und seine beiden Brüder suchen ein neues Leben mittels einer Flucht als blinde Passagiere, weil ihre Mutter sich nach dem Seetod ihres Vaters einen neuen, ihnen unsympathischen Partner gesucht hat. Ihr Vater starb auf seinem Fischerboot infolge des Tsunami, welcher dem Karfreitagsbeben 1964 folgte.
Alyces Eltern sind geschieden, sie lebt meistens bei ihrer Mutter in Fairbanks, im Sommer aber mehrere Wochen auf dem Boot ihres Vaters an der Südküste Alaskas, 1500 km entfernt, wo sie begeistert Fische ausnimmt. Vielen Erwachsenen scheinen die Kinder eine Last zu sein, was diese natürlich spüren. Die Belastung hängt auch mit der Armut des Viertels zusammen, in dem sie leben. Einzig Dumpling und Bunny haben eine intakte und liebevolle Familie, deren Glück auch auf die anderen ausstrahlt, selbst als es durch einen schweren Unfall getrübt wird. Auch einige andere, außerfamiliäre Erwachsene geben Hilfe und Sicherheit, man kann ihnen Vertrauen schenken, positive Gefühle entstehen. Dieses geschieht vor allem auch unter den Jugendlichen selbst.

„In Dumblings Haus riecht es nach Menschen, die einander gernhaben. Im Haus der Lawrences riecht es, als würde man für jeden Fehler bestraft.“

Alyce kann sich schlecht entscheiden zwischen der Seefischerei mit ihrem Vater ganz im Süden im Alexanderarchipel und dem Ausnehmen der Fische an Bord einerseits und einer möglichen Karriere als Balletttänzerin andererseits, für die sie jetzt eine Eingangsprüfung absolvieren muss, und zwar im 1000 Meilen entfernten Fairbanks im Norden. Sie hat nicht damit gerechnet, dass ihr Vater ihren Zwiespalt durchaus spürt und ihr den Flug dorthin mitten in der Fangsaison ungefragt ermöglicht. Die Fischerei spielt im Buch, durch die Biographie der Autorin bedingt, eine wesentliche Rolle und wird genau beschrieben, und zwar an den beiden ganz verschiedenen Stellen, an denen der Pazifische Lachs sein Leben verbringt: im Meer nördlich von Haida Gwaii, wo er von Alyces Vater von einem 14-Meter-Schiff aus mit Schleppangeln gefischt wird, und bei der Rückkehr zu den Laichgründen am Yukon, weit im Norden, wo er mittels beweglicher, radförmig angeordneter Reusen, sog. Fischräder oder einfach durch Angeln im Überfluss gefangen werden kann.
Öfters sprechen die Kinder im Buch nebenbei über die ethnische Herkunft ihrer Familien, denn in Alaska wurde man damals zunächst nach seiner Volksgruppe definiert, was auch mit einer sozialen Festlegung zwischen Arm und Reich, mit Berufen und mit recht unterschiedlichen Kulturen einherging. Es gab im Wesentlichen drei Gruppen: die Indianer, die Eskimos und die früher aus den südlichen USA zugewanderten, jetzt alteingessenen Weißen. Der Fischfang bildete damals für alle drei Gruppen eine wirtschaftliche Grundlage. Ganz neu im Land sind kürzlich aufgetauchte, protzende Neureiche aus dem Süden, meist im Tourismus tätige Familien. Und natürlich gibt es eine Menge Leute, die aus gemischten Familien stammen. Die jungen Leute schaffen es letztendlich, ihre Probleme zu lösen; die verschiedenen Lebensentwürfe lassen sich miteinander verbinden. In der Schlussszene kommen alle zusammen und blicken hoffnungsvoll in die anstehende Erwachsenenzeit.
Hitchcock schildert die Unterschiede zwischen den in Alaska lebenden Menschengruppen Eskimos, Indianer, aus den 48er-Staaten zugewanderte Weiße sowie deren soziale Lage, oft als Prekariat, und die sehr unterschiedliche Behandlung von Kindern in den Familien anschaulich, symbolisiert durch die verschiedenen Gerüche ihrer Wohnungen. Trotz aller Probleme der Kinder bzw. Teenager ist die Perspektive ermutigend. Die Jugendlichen finden mit gegenseitiger Hilfe, und natürlich mit der Unterstützung einiger Erwachsener, und bisweilen durch einen Zufall einen akzeptablen Weg ins Leben. Dieser Weg wird auch mit Hilfe einer beigefügten Landkarte anschaulich, welche die weiten Entfernungen zeigt, die im Land zurückgelegt werden. Man kann diese weiten Wege auch metaphorisch als ein Bild für den Weg zu sich selbst, zur Identität eines Heranwachsenden, verstehen, wie es die Rezensentin Katharina Laszlo in der FAZ sieht.
Neben der Gefühlswelt, den Zukunftsträumen sehr unterschiedlicher junger Leute zu Beginn der 1970er Jahre stellt die Autorin das soziale Leben, die wilde Landschaft, die Kälte und riesenhafte Natur Alaskas plastisch dar, welche zeitweilig für Menschen überaus bedrohlich werden kann. Auch die Mythen des Landes spielen öfters eine Rolle, z. B. der Orca, welcher einen Ertrinkenden gerettet hat; oder die kindliche Phantasie Selmas, dass sie von einem Selkie, halb Mensch, halb Robbe, abstammt, denn ihre Eltern sind unbekannt, sie ist ein Findelkind. Hitchcock betont aber, dass sie kein übliches exotisierendes „Alaska-Buch“ verfasst hat, mit Elchen und der Mitternachtssonne als Standardthemen; es geht ihr um die jungen Menschen des Landes. Die Kinder stellen fest, dass in indigenen Familien (Indianer und Eskimos) im sozialen Bewusstsein oft nur die Herkunft durch die Mutter wichtig ist, es demnach Anklänge an die Matrilinearität der Vorfahren gibt, im Unterschied zur vorgeschriebenen bürgerlichen Rechtsnorm des Landes.

„Man weiß ... genug, um die hauchfeinen Spinnweben zwischen den auftretenden Figuren zu sehen... Das mag Märchen sein, es ist auf jeden Fall Poesie und so wird dieses eine Jahr (1970), eingeteilt in seine vier Jahreszeiten, auch beschrieben. Bilderreich, aber mit einem wachen Sinn für die Gefahren ausgefallener Vergleiche, sparsam, aber nicht spärlich, aus vollem Herzen, aber nie aus übervollem. Hier herrscht Sinn für das richtige Maß. Die deutsche Übersetzung folgt dem und schafft einen Text, der so schön ist wie die Geschichte, all ihre Schrecken inklusive. Cover und Gestaltung könnten passender nicht sein.“

Der britische Telegraph zählt das Buch zu einem der besten (Platz 15 von 17) Jugendromane des Jahres 2016 und betont seine Mehrstimmigkeit:

„Hitchcock gestaltet die Erinnerungen und Ereignisse aus ihrer eigenen Kindheit in Alaska ... in diesem hinreißenden Erstlingsroman über das Coming-of-age. Er ist in (vier) unterschiedlichen Ich-Perspektiven geschrieben ... und entwickelt sich in den 4 Jahreszeiten des Jahres. Die Beschreibungen (der Personen) sind ungewöhnlich. Hitchcock, die 10 Jahre lang als Berufsfischerin tätig war, bietet einen guten Einblick, was es in den 1970er Jahren in Alaska bedeutet hat, ein Teenager zu sein. Man kann die Gerüche förmlich riechen, welche sie beschreibt. Eine angenehme und einmal ganz andere Lektüre.“

Die Arbeitsgemeinschaft Jugendliteratur und Medien, AJuM, in der GEW spricht dem Buch, als einem Adoleszenzroman, durch ihren Rezensenten Jochen Heins ein ganz besonderes Lob aus:

„Der Roman ... verzichtet, und darin liegt seine Stärke, auf überkandidelte Lebensgeschichten, aufgedrehte Wendungen und hysterische Probleme. Erzählt wird von tief menschlichen Bedürfnissen: Von der Sehnsucht nach Liebe, Anerkennung, Zuneigung; kurz, dem Wunsch, seinen Platz zu finden. Und diese Reduziertheit des Themas wird getragen von einem Erzählton, der so klar ist, wie der Tau im Spinnennetz des Lebens. Die ruhige und poetische Sprache macht diesen Roman zu einem ganz besonderen Buch. Denn wenn man sich auf die synästhetischen Eindrücke einlässt, dann kann man lernen, dass Freundschaft nach frisch geernteten Blaubeeren schmeckt, und man meint, Zedernholz und Hirschblut zwischen den Seiten zu riechen. Ohne Frage ist dieser Roman ein hochkarätiges Debüt und eines der Bücher des Sommers 2016.“

## Zur Rolle Doras
Eine Rezensentin, die sich ausführlich mit der Rolle der Nicht-Weißen im Buch befasst, kritisiert es. Es geht vor allem um das Kind Dora, aus einer Eskimo-Familie. Die Eltern sind Alkoholiker, der Vater zusätzlich noch körperlich übergriffig. Die Kritikerin meint, dass sowohl die indigenen (also Indianer-) als auch die Eskimos-Familien zu klischeehaft gestaltet sind, vor allem hinsichtlich des Alkoholismus von Doras Eltern und unter den Freundinnen der Mutter. Die Rezensentin wünscht sich, dass die Ursachen dieses Alkoholismus besser erklärt worden wären, und sie möchte wissen, warum im Gegensatz dazu die Familie indianischer Herkunft, in die Dora dann aufgenommen wird, so positiv gezeichnet ist.
Hitcock geht auf die Frage sozialer Devianz in einem Interview mit Gen de Botton genauer ein:

„Wenn Sie mich fragen, welche Figur ich am meisten mag, würde ich sagen: das ist Dora. Sie steht stellvertretend für viele Mädchen, über die ich damals als Reporterin berichtet habe. In diesen Geschichten gab es oft keine Lösung. An dieser Tatsache habe ich jahrelang schwer zu tragen gehabt, diese Geschichten aus dem Leben haben mich nicht losgelassen. Ich konnte es nicht lassen, darüber zu schreiben, auch nicht im Roman.“

## Ausgaben
- Bonnie-Sue Hitchcock: The smell of other people's houses. Penguin Random, New York N.Y. 2016 ISBN 9780553497786
  - Der Geruch von Häusern anderer Leute. Übers. Sonja Finck.[12] Königskinder Verlag, Hamburg 2016 ISBN 9783551560216
    - Italienisch, Übers. Lia Celi: L’odore delle case degli altri. Rizzoli, Ragazzi-Jugendbuch, Milano 2019 ISBN 9788817109826[13]
    - Spanisch, Übers. Sonia Fernández Ordás: El olor de las casas de los demás. Ed. Maeva Young, Madrid 2017 ISBN 9788416690725
    - Polnisch, Übers. Grzegorz Komerski: Zapach domów innych ludzi. Wydawnictwo Jaguar, Warschau 2017 ISBN 9788376865447[14]
    - Schwedisch, Übers. Helena Hansson: Doften av ett hem. Gilla, 2018  Schwedisch
- Leseprobe in Deutsch bei Google books, einschließlich der skizzenartigen Landkarte (als Vorsatz) derjenigen Orte, an denen sich die Protagonisten bewegen. Die Skizze erleichtert die Lektüre.

## Medienecho
- Mutter war halb Mensch, halb Robbe. Rezension von Katharina Laszlo, Frankfurter Allgemeine Zeitung FAZ, 8. August 2016, S. 10 Online
- Alaska – stilles weites Land? Begegnung mit Bonnie-Sue Hichcock. Rezension von Katrin Rüger, Marion Hübinger. Buchpalast-Mitteilung, 2. August 2016
  - Wildblumen oder angebrannter Toast, Süddeutsche Zeitung, SZ, 27. September 2016, Rezension von Barbara Hordych (mit 3 Familienfotos der Autorin auf dem Schiff)
- Blinde Passagiere. Jugendliche im Alaska der siebziger Jahre. Rezension von Siggi Seuss, Süddeutsche Zeitung SZ, 25. Juni 2016 Online
- Leben im fernen Alaska. Der Geruch von Schuld und Sühne. Vier Menschen, vier Einzelschicksale, katholische Frömmigkeit, Liebessehnsüchte.... Rezension von Siggi Seuss, Deutschlandfunk, 23. Juli 2016 Online
- Poetic, Unflinching and Fierce. Rezension von Linda Buckley-Archer, The Guardian, 20. August 2016
  - Bildstrecke: Bonnie-Sue Hitchcock's Alaska in Pictures. Das Land in den 1990er Jahren, 9 ausgewählte Aufnahmen der Autorin zu ihrem Buch, in The Guardian. Darunter zwei Ansichten von Sitka, dem Ausgangshafen für das fiktive Schiff, von dem aus Hanks Bruder aus dem Meer gerettet wird.

## Literarische Preise oder Finalist für Preise
- Deutschlandfunk: Juli 2016: Das Buch rangiert unter den 7 "besten Büchern für junge Leute"; 29 Juroren aus den 3 deutschsprachigen Ländern ermitteln monatlich diese Bewertung
- Young Adult Library Services Association, YALSA, eine Einrichtung der American Library Association ALA. YALSA verleiht jährlich den William C. Morris Award. The smell of other people's houses ist unter den 5 Finalisten des Jahres 2016 für das erste Werk eines Autors online
- Das Buch steht auf der Longlist für The Guardian Children's Fiction Prize 2016 Online
- Unter 10 besten Teen Novels im Newsletter Shelf Awareness für Buchproduktion und -vertrieb aus Seattle
- New York Public Library 2016: unter den Top 10 - Lieblingsbüchern für Teenager
- The Spectator's: Auswahl "books of the year" 2016
- The Most Compelling Young Adult Novels of 2016, eine Liste von 16 Titeln, bei "Time Warner Cable", einem Kabelfernsehanbieter; seit Herbst 2016 neuer Name Spectrum und im Besitz von Charter Communications
- Carnegie Medal, auf der Shortlist für 2017
- Deutscher Jugendliteraturpreis 2017 in der Kategorie Jugendbuch für Der Geruch von Häusern anderer Leute[15]

„Der atmosphärisch dicht erzählte, kunstvoll durchkomponierte Roman ist zutiefst aufwühlend und lässt die Ängste und Sorgen der Bewohner eines anderen Kulturkreises in einer bewegten Zeit nachvollziehen. Gleichzeitig beinhaltet er eine zeitlose Aktualität, da die Fragestellungen, die Jugendliche beschäftigen, universell sind.“

- "The smell  of other people houses" ist 2017 unter den fünf Finalisten des Amelia Elizabeth Walden Award, den Preis gewann "The Serpent King" von Jeff Zentner.
- 2018: Im März gewann das Buch den Alaskana award, ALASKANA Preis, in der dieses Jahr neu geschaffenen Kategorie "Kinder-/Jugendliteratur", gestiftet von der Alaska Library Association (Verband der Büchereien Alaskas). Der Preis für Erwachsene besteht seit 1994.